# Yariv Levin
Yariv Gideon Levin (in ebraico יָרִיב גִּדְעוֹן לֵוִין‎?; Gerusalemme, 22 giugno 1969) è un avvocato e politico israeliano, Vice Primo ministro e Ministro della giustizia dal 29 dicembre 2022.

## Biografia

### Origini e formazione
È nato e cresciuto a Gerusalemme. Durante il suo servizio militare nelle Forze di difesa israeliane ha operato come traduttore di arabo e nel 1995 ha pubblicato un dizionario arabo-ebraico-inglese di termini economici premiato dall'intelligence dell'IDF.
Si è laureato presso l'Università Ebraica di Gerusalemme per poi lavorare come avvocato nel campo del diritto civile e commerciale. Tra il 1999 e il 2007 è stato vicepresidente della Israel Bar Association.

### Carriera politica
La sua carriera politica è iniziata come attivista nel gruppo studentesco del Likud dell'Università Ebraica di Gerusalemme. Dopo esser stato presidente e poi vicepresidente dello stesso gruppo, nel 1997 ha guidato la creazione della sezione locale del partito a Modi'in-Maccabim-Re'ut. Nel 2003 si è inoltre opposto al Piano di disimpegno unilaterale israeliano dalla Striscia di Gaza.
Nel 2006 il Presidente del Likud Benjamin Netanyahu lo ha nominato a capo del comitato di partito per la supervisione delle autorità governative. È membro della Knesset dalle elezioni parlamentari del 2009 e ha ricoperto la carica di Presidente dal 17 maggio 2020 al 13 giugno 2021.
Nel dicembre 2022 è stato eletto nuovamente Presidente della Knesset su richiesta della coalizione a sostegno del Likud formatasi dopo le elezioni parlamentari di novembre per richiamare il voto su tematiche ritenute fondamentali. La sua elezione alla carica era tuttavia vista come temporanea tanto che poco dopo Benjamin Netanyahu ha confermato la sua nomina come Vice Primo ministro e Ministro della giustizia col compito di sovrintendere la riforma del sistema giudiziario, il cui obiettivo principale è quello di ridurre il potere della corte suprema.